# Химовский сельсовет
Хи́мовский сельсовет (бел. Хімаўскі сельсавет) — административно-территориальная единица Бобруйского района Могилёвской области Республики Беларусь.

## География
Центр сельсовета агрогородок Химы находится в 12 километрах от железнодорожной станции Березина на линии Бобруйск—Жлобин. По территории сельсовета проходят автомобильные дороги Бобруйск-Могилёв, Бобруйск-Жлобин-Гомель, Брест-Бобруйск-Москва.

## История
- 19 января 1869 года в  имении Шараёвщина в дворянской семье родился Кельчевский, Анатолий Киприанович (1869—1923) — принадлежал к числу образованнейших генералов российской армии. В тридцатилетнем возрасте он окончил Николаевскую академию Генерального штаба. После нескольких лет армейской службы стал преподавателем этой же академии, а позднее экстраординарным профессором. Во время Великой, или 1-й мировой, войны был произведен в генерал-лейтенанты (1917). Вместе с комкором В. И. Сидориным стал в Крыму героем громкого «процесса донских генералов». Формальным поводом для судебного преследования командования корпуса стало то, что оно разрешило издавать при штабе газету «Донской вестник», которая,  «сеяла рознь между казаками и добровольцами, проводила мысль о необходимости мира с большевиками, разлагала донскую армию...» Умер 1 апреля 1923 года в Берлине. Похоронен на русском кладбище Тегель.

Сельсовет был создан в 1922 году, в деревне Химы. Первым председателем был Мазуренко И. Г.
В годы Великой Отечественной войны местное население участвовало в борьбе с немецко-фашистскими захватчиками. Жители деревень сражались на фронтах и в партизанских отрядах. Среди них:
- Герой Советского Союза Шмыгун А.К., уроженец деревни Старая Шараёвщина.
- Награждены орденами и медалями Тикавый М. Ф., Осипенко В. Т., Болденко И. П., Лукьянович Н. Н., Фисько И. А.

На территории сельсовета находятся 7 братских могил. В деревне Слобода воздвигнут памятник-стела в честь воинам, погибшим в Великой Отечественной войне.

## Промышленность
- Бобруйский СПК «Путь Ленина» — производство продукции животноводства и растениеводства;
- УКПП «Завод по переработке масличных культур» — переработка семян рапса,
- ЧУП Белкоопвнешторг Белкоопсоюза Бобруйского сельскохозяйственного отделения «Зверохозяйство» — выращивание пушного зверя и получение пушнины.

## Социальная сфера
На территории сельсовета работают:
- 5 магазинов
- 2 почтовых отделения связи
- Химовский сельский клуб
- 2 библиотеки
- 2 фельдшерско-акушерских пункта
- Отделение «АСБ Беларусбанк»
- Химовский УПК детский сад - средняя школа
- Комплексно-приёмный пункт

## Состав
Включает 16 населённых пунктов:
- Бабино-1 — деревня.
- Бабино-2 — деревня.
- Борщевка — деревня.
- Величково — деревня.
- Гончаровка — деревня.
- Горохово — деревня.
- Думановщина — деревня.
- Крапивка — деревня.
- Мошки — деревня.
- Новая Шараёвщина — деревня.
- Селибка — посёлок.
- Слобода — деревня.
- Старая Шараёвщина — деревня.
- Терешково — деревня.
- Химы — агрогородок.
- Ясный Лес — деревня.